# RKS Lipno
RKS Lipno – Bližná je středovlnný vysílač nacházející se u vesnice Bližná sloužící k rozhlasovému vysílání. Vysílala z něj stanice ČRo 5 České Budějovice na frekvenci 558 kHz s výkonem 1 kW. Má 1 stožár typu unipól o výšce 85 m.
|         | Stanice                | Kmitočet | Výkon |
| ------- | ---------------------- | -------- | ----- |
| AM (SV) | ČRo 5 České Budějovice | 558 kHz  | 1 kW  |